# Hindustan Times
A Hindustan Times (eredetileg: The Hindustan Times) Indiában megjelenő napilap, a legnagyobb példányszámú angol nyelvű periodika az országban. A lap központja Delhiben van, de hat városban jelennek meg mutációi és kilenc nagyvárosban nyomtatják. Példányszáma 2019 nyarán 945 ezer volt.

## Sajtópiaci helyzete

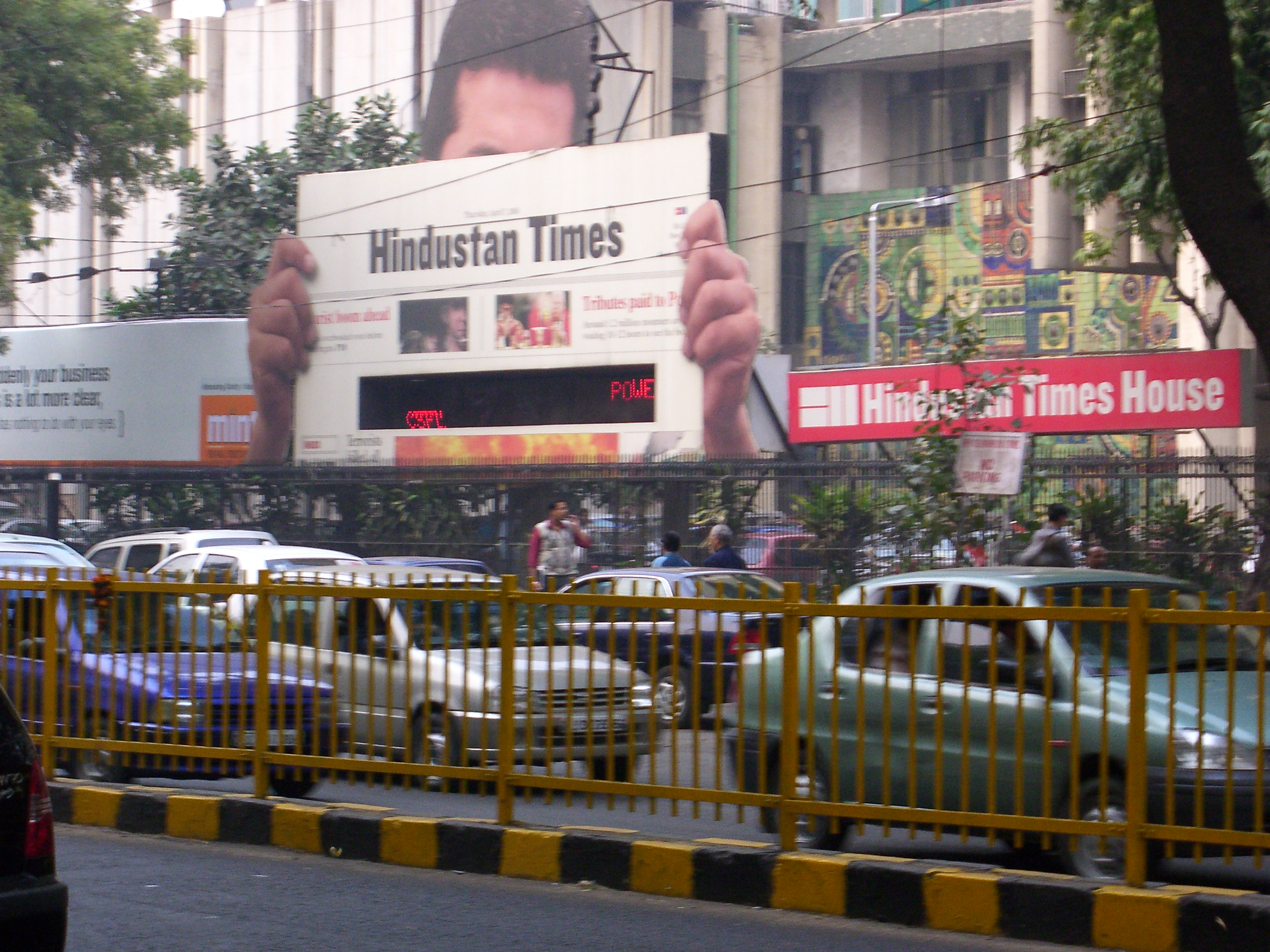
Hindustan Times reklám Delhiben

Indiában az angol nyelvű lapok – a magyarországi helyzettel ellentétben – egyáltalán nem számítanak ritkaságnak, csak a Delhiben kiadott lapok közel fele angol nyelvű – egyébként összesen 13 nyelven jelennek meg periodikák a metropoliszban. A lap az indiai nemzet egyik köztiszteletben álló családjához kötődik: Mohandász Gandhi támogatója volt a megjelenésének, sőt, évekig egyik fia, Devdas Gandhi volt a lap főszerkesztője. Ekként a lap évtizedekig ahhoz a párthoz állt közel, melynek Gandhi is tagja volt: az Indiai Nemzeti Kongresszushoz (INC). A lap indulásakor új minőséget, magasabb követelményeket hozott az indiai sajtóba. Ahogy az indiai társadalom, úgy a lap is sokat fejlődött fennállása 101 éve alatt. A lap felmérése szerint az egymillió körüli példányt 3 millióan olvassák. Megjelennek mutációi Delhiben, Mumbaiban, Lakhnauban, Patnában, Ráncsíban és Kolkatában (Kalkuttában), a nyomtatást pedig Bhopálban, Csandígarhban, Delhiben, Mumbaiban, Dzsaipurban, Kolkatában, Lakhnauban, Patnában és Ráncsíban végzik.
A lap elsősorban politikával foglalkozik, egy 1972-ben készült összesítés szerint a lap hírszolgáltatásának harmadát a belpolitikai hírek, 40 százalékát gazdasági információk teszik ki. Kifejezetten pénzügyi és tőzsdei ügyletekkel hat-nyolc hasábon foglalkoznak, míg külpolitikáról csak két hasáb szól. A teljes terjedelem felét reklámok tették ki, melyen belül az indiai társadalomban nagy hagyománnyal bíró házassági hirdetések két oldalt töltöttek meg. Ez utóbbi szokás az eltelt évtizedekben mit sem változott: 2007-ben a házassági hirdetések mintegy negyedkilós mellékletet tettek ki az újság mellett.

## Története
A lapot az indiai politikai aktivista, Sunder Singh Lyallpuri alapította, aki az Akali mozgalom, és a szikh Akali Párt létrehozója is volt. 1924. október 16-án jelent meg első ízben, a bemutatón személyesen Mohandász Gandhi is jelen volt. Az 1920-as évek végéig a lap folyamatosan anyagi gondokkal küzdött, egymást váltották a befektető-tulajdonosok, míg végül az ország egyik leggazdagabb famíliája, a Birla család tulajdonába került, és áttételesen ma is e család birtokolja a lapot. Az 1970-es évek Indiában nagy társadalmi feszültségek közt teltek, melynek során – az alapító Gandhival csak véletlen névrokonságban lévő, ám szintén az INC-ben politizáló – Indira Gandhi bevezette a cenzúrát. A sajtócenzúra felfüggesztését követően valamennyi lap példányszáma rohamosan emelkedni kezdett, a Hindustan Timest kivéve: a napilap ugyanis ebben az időben is kormánypártinak számított. Ennek ellenére a lap megőrizte vezető szerepét az angol nyelvű napilapok piacán, példányszáma az 1920-as években elért 3 ezerről 1971-re 130 ezerre nőtt, napjainkra pedig 1 millió körül ingadozik.
A lapot kiadó HT Media mára médiavállalattá nőtte ki magát: 19 nyomtatott lapot ad ki az országban, több internetes hírportálja van – jellemzően a nyomtatott lapok online mutációi – és egy rádióállomást is működtet.
A World Association of Newspapers (Újságok Világszövetsége – WAN) összesítése szerint a Hindustan Times a világ legolvasottabb napilapjai között a 41. helyen állt 2014-ben.